# Списък на реките в Русия (водосборен басейн на Атлантическия океан)
В списъка са описани всички реки над 100 км във водосборния басейн на Атлантическия океан, попадащ на територията на Русия. Към водосборния басейн на Атлантическия океан, попадат водосборните басейни на три морета: Черно, Азовско и Балтийско.
Списъкът е съставен на следния принцип: океан — море — река – приток от първи порядък – приток от втори порядък и т.н. Пред всеки от притоците, от втори порядък нататък, е поставен километърът, на които се влива в главната река, като километрите са отчетени от устието към извора на реката с по-висок порядък в съответствие с „Държавния воден регистър на Русия“. Притоците са подредени от извора към устието на реката от по-голям порядък. Изключения правят тези реки, които не се вливат директно в реката от по-горен порядък, а в някой неин проток, ръкав или близко езеро. Със съответната стрелка са показани кой приток от коя страна на реката се влива: → ляв приток, ← десен приток, считано по посоката на течението на реката с по-голям порядък. След името на съответната река са показани нейната дължина (в км) и площта на водосборния ѝ басейн (в км2). Ако част от реката или част от водосборния ѝ басейн се намира извън пределите на Русия има * или число показващо километрите само на територията на Русия.

## Разпределение по басейн
| Водосборен басейн         | Над 1000 км | От 500 до 999 км | От 200 до 499 км | От 100 до 199 км | Общо |
| ------------------------- | ----------- | ---------------- | ---------------- | ---------------- | ---- |
| Черно море                | 2           | 3                | 7                | 10               | 22   |
| Азовско море              | 2           | 4                | 25               | 41               | 72   |
| Балтийско море            | 1           | 2                | 16               | 53               | 72   |
| Атлантически океан (общо) | 5           | 9                | 48               | 104              | 166  |

### Черно море
- Днепър 2201* (485) / 504 000*

- → Вязма 147 / 1350
- → Осма 104 / 1530
- ← Воп 158 / 3300
- ← Хмост 111 / 636
- → Сож 648* (155) / 42 100*

- ← Вихра 158* / 2230*
- → Остьор 274* / 3490*
- → Бесед 261* / 5600*
- → Ипут 437* / 10 900*

- → Десна 1130* (555) / 88 900*

- → Болва 213 / 4340
- → Навля 126 / 2242
- → Неруса 161 / 5630
- ← Судост 208* / 5850*
- → Сейм 696* (474) / 27 500*

- ← Тускар 108 / 2475
- ← Свапа 197 / 4990
- ← Клевен 113* / 2660

- ← Снов 253* / 8705

- → Псьол 717* / 22 800*
- → Ворскла 464* / 14 700*

### Азовско море
- Кубан 870 / 57 900

- → Голям Зеленчук 158 / 2730
- → Уруп 231 / 3220
- → Лаба 214 / 12 500

- 91 ← Чамлик 133 / 2830

- 25 ← Синюха 137 / —

- 72 → Фарс 197 / 1450
- 48 → Улка 100 / 402
- 15 → Псенафа 101 / 460

- 277 → Белая 273 / 5990

- 114 → Курджипс 100 / 768
- 74 → Пшеха 139 / 2090

- 265 → Пшиш 258 / 1850
- → Апчас 120 / 550
- 245 → Псекупс 146 / 1430

- Протока 140 / —
- Кирпили 202 / 2650
- Бейсуг 243 / 5190

- → Бейсужек Ляв 161 / 1890

- Ея 311 / 8650

- ← Куго-Ея 108 / 1260
- → Сосика 159 / 2030

- Кагалник 162 / 5040

- Дон 1870 / 422 000*

- 1645 ← Красивая Меча 244 / 6000
- 1608 ← Сосна (Бистрая Сосна) 296 / 17 400

- 177 ← Тим 120 / 2460
- 123 ← Кшен 130 / 2320
- 91 ← Олим 151 / 3090

- 1403 → Воронеж 342 / 21 600

- 342 → Полной Воронеж 178 / 2170
- 342 ← Лесной Воронеж 164 / 2140
- 216 → Матира 180 / 5180
- 64 → Усман 151 / 2840

- 1317 ← Потудан 100 / 2180
- 1299 ← Тихая Сосна 161 / 4350
- 1197 → Битюг 379 / 8840
- 1105 ← Чьорная Калитва 162 / 5750
- 1022 ← Богучар 101 / 3240
- 983 → Толучеевка 142 / 5050
- 823 → Хопьор 979 / 61 100

- 540 ← Карай (Мокрий Карай) 139 / 2680
- 403 ← Ворона 454 / 13 200
- 315 ← Савала 285 / 7720

- 50 ← Елан 165 / 3630

- 67 ← Токай 131 / 957

- 142 → Бузулук 314 / 9510

- 792 → Медведица 745 / 34 700

- 447 ← Баланда 164 / 1900
- 421 → Карамиш 147 / 3380
- 308 ← Терса 239 / 8600

- 108 ← Елан 218 / 2120

- 69 → Арчеда 162 / 2050

- 604 → Иловля 358 / 9250
- 456 ← Чир 317 / 9580

- 160 → Куртлак 150 / 2760

- → Есауловский Аксай (Аксай Есауловский) 179 / 2590

- 218 ← Северский Донец 1053* (335) / 98 900*

- 580 → Оскол 472* / 14 800*
- 343 → Айдар 264* / 7420*
- 273 → Делкул 165* / 5180*
- 117 → Калитва 308 / 10 600

- 93 → Болшая 152 / 2160

- 84 → Бистрая 218 / 4180
- 18 ← Кундруча 244* / 2320*

- 165 → Сал 798 / 21 300

- 400 → Болшой Гашун 161 / 3090
- 328 → Малая Кубурле (Куберле) 152 / 1460

- 99 → Западен Манич 219 / 35 400

- → Калаус 436 / 9700
- → Егорлик 448 / 15 000

- ← Тузлов (Аксай) 182* / 4680*

- Миус 258* / 6680*

- 84 ← Кринка 180* / 2634*

### Балтийско море
- Преголя 123 / 15 500*

- 123 → Анграпа 172* / 3639*
- 123 ← Инструч 101 / 1250
- 72 → Лава 298* / 7130*

- Неман 937* / 98 200*

- 85 → Шешупе 298* / 6150*

- Западна Двина 1020* (325) / 87 900*

- → Велеса 114 / 1420
- ← Торопа 174 / 1950
- → Межа 259 / 9080

- → Обша 153 / 2080

- ← Усвяча 100* / 2340*
- → Каспля 136* / 5410*
- ← Дриса 183* / 6420*

- Нарва 77 / 56 200*

- ← Плюса 281 / 6550

Чудско-Псковско езеро
- Великая 430 / 25 200*

- 323 ← Алоля 105 / 860
- 178 → Иса 174 / 1580
- 129 → Синяя 195 / 2040*
- 87 → Утроя 176* / 3000*

- 36 ← Лжа 156* / 1570*

- 85 → Кухва 106* / 828*
- 24 ← Черьоха 145 / 3230
- 17 ← Пскова 102 / 1000

- Луга 353 / 13 200

- 191 ← Оредеж 192 / 3220

- Нева 74 / 281 000*

- 44 → Тосна 121 / 1640

Езеро Илмен
- Шелон 248 / 9710 (влива се в езерото Илмен)

- 64 → Ситня 117 / 1020
- 19 → Мшага 106 / 1540

- Ловат 530 / 21 900 (влива се в езерото Илмен)

- 269 → Локня 119 / 2190
- 192 ← Куня 236 / 5143

- 33 ← Серьожа 101 / 849

- 18 → Редя 146 / 671
- 15 → Полист 176 / 3630

- 22 ← Поруся 142 / 1030

- Пола 267 / 7420 (влива се в езерото Илмен)

- 111 ← Поломет 150 / 2770

- Мста 445 / 23 300 (влива се в езерото Илмен)

- → Цна 160 / 4420

- → Шлина 102 / 2300

- 389 → Березайка 150 / 3230
- 370 ← Увер 90 / 3930

- 14 → Съежа 104 / 1240

- 179 ← Мда 101 / 673
- 92 → Холова 126 / 1900

Ладожко езеро
- Волхов 224 / 80 200 (влива се в Ладожко езеро)

- 125 → Керест 100 / 933
- 108 ← Оскуя 114 / 1470
- 102 ← Пчьовжа 157 / 1970
- 100 → Тигода 143 / 2290

- Вуокса 156* / 68 501* (влива се в Ладожко езеро)

- Свир 224 / 84 400 (влива се в Ладожко езеро)

- 112 ← Важинка 123 / —
- 15 → Оят 266 / 5220
- 8 → Паша 242 / 6650

- 148 ← Капша 115 / 1700

- Сяс 260 / 7330 (влива се в Ладожко езеро)

- 96 ← Тихвинка 144 / 2140

- Уксунйоки 121 / 1080 (влива се в Ладожко езеро)

Онежко езеро
- Андома 156 / 2570 (влива се в Онежко езеро)
- Шуя 194 / 10 100 (влива се в Онежко езеро)
- Суна 280 / 7670 (влива се в Онежко езеро)
- Водла 149 / 13 700 (влива се в Онежко езеро)

- Илекса 155 / 3950
- 147 → Нетома 107 / 776
- 103 → Колода 112 / 1330
- 5 ← Шалица 104 / 992